# Temporada 1975-76 de los Philadelphia 76ers
La temporada 1975-76 fue la vigésimo séptima de los Philadelphia 76ers en la NBA, y la decimotercera en Filadelfia, Pensilvania, tras haber jugado hasta entonces en Syracuse bajo el nombre de Syracuse Nationals. La temporada regular acabó con 46 victorias y 36 derrotas, ocupando el cuarto puesto de la conferencia Este, clasificándose para los playoffs, en los que cayeron en la primera ronda ante Buffalo Braves.

## Elecciones en elDraft
| Ronda | Puesto | Jugador        | Posición | Nacionalidad   | Universidad |
| ----- | ------ | -------------- | -------- | -------------- | ----------- |
| 1     | 5      | Darryl Dawkins | Pívot    | Estados Unidos |             |
| 2     | 23     | World B. Free  | Escolta  | Estados Unidos | Guilford*   |
| 7     | 113    | Mike Flynn     | Base     | Estados Unidos | Kentucky    |

## Temporada regular
| División Atlántico   | División Atlántico | División Atlántico | División Atlántico | División Atlántico | División Atlántico | División Atlántico | División Atlántico | División Atlántico |
| Equipo               | G                  | P                  | %                  | PD                 | Casa               | Fuera              | Div                |                    |
| -------------------- | ------------------ | ------------------ | ------------------ | ------------------ | ------------------ | ------------------ | ------------------ | ------------------ |
| y-Boston Celtics     | 54                 | 28                 | .659               | –                  | 31–10              | 23–18              | 13–8               |                    |
| x-Philadelphia 76ers | 46                 | 36                 | .561               | 8                  | 34–7               | 12–29              | 9–12               |                    |
| x-Buffalo Braves     | 46                 | 36                 | .561               | 8                  | 28–14              | 18–22              | 10–11              |                    |
| New York Knicks      | 38                 | 44                 | .463               | 16                 | 24–17              | 14–27              | 10–11              |                    |

## Playoffs

### Primera ronda
Philadelphia 76ers vs. Buffalo Braves 
| Fecha       | Partido                                    | Ciudad       |
| ----------- | ------------------------------------------ | ------------ |
| 15 de abril | Philadelphia 76ers 89, Buffalo Braves 95   | Philadelphia |
| 16 de abril | Buffalo Braves 106, Philadelphia 76ers 131 | Buffalo      |
| 15 de abril | Philadelphia 76ers 123, Buffalo Braves 124 | Philadelphia |
|             | Buffalo Braves gana las series 2-1         |              |

## Estadísticas
| Rk | Jugador           | Edad | P  | PT | MP   | TC  | TCI  | %TC  | TL  | TLI | %TL  | RO  | RD  | RT   | AS  | RB  | TAP | BP | FP  | PTS  |
| -- | ----------------- | ---- | -- | -- | ---- | --- | ---- | ---- | --- | --- | ---- | --- | --- | ---- | --- | --- | --- | -- | --- | ---- |
| 1  | Doug Collins      | 24   | 77 |    | 38.9 | 8.0 | 15.5 | .513 | 4.8 | 5.8 | .836 | 1.6 | 2.4 | 4.0  | 2.5 | 1.4 | 0.3 |    | 3.2 | 20.8 |
| 2  | George McGinnis   | 25   | 77 |    | 38.3 | 8.4 | 20.2 | .417 | 6.2 | 8.3 | .740 | 3.4 | 9.2 | 12.6 | 4.7 | 2.6 | 0.5 |    | 4.3 | 23.0 |
| 3  | Steve Mix         | 28   | 81 |    | 37.5 | 5.2 | 10.4 | .499 | 3.5 | 4.3 | .818 | 2.7 | 5.5 | 8.2  | 2.7 | 2.0 | 0.4 |    | 3.6 | 13.9 |
| 4  | Fred Carter       | 30   | 82 |    | 36.5 | 8.1 | 19.4 | .417 | 2.7 | 3.8 | .702 | 1.4 | 2.3 | 3.6  | 4.5 | 1.7 | 0.2 |    | 3.5 | 18.9 |
| 5  | Billy Cunningham  | 32   | 20 |    | 32.0 | 5.2 | 12.6 | .410 | 3.4 | 4.4 | .773 | 1.5 | 5.9 | 7.4  | 5.4 | 1.2 | 0.5 |    | 2.9 | 13.7 |
| 6  | Harvey Catchings  | 24   | 75 |    | 23.1 | 1.4 | 3.2  | .426 | 0.8 | 1.3 | .604 | 2.5 | 4.4 | 6.9  | 0.8 | 0.3 | 2.2 |    | 3.5 | 3.5  |
| 7  | Clyde Lee         | 31   | 79 |    | 18.0 | 1.6 | 3.6  | .436 | 0.8 | 1.2 | .663 | 2.1 | 3.7 | 5.7  | 0.7 | 0.3 | 0.3 |    | 2.4 | 3.9  |
| 8  | Leroy Ellis       | 35   | 29 |    | 16.9 | 2.1 | 4.6  | .462 | 0.6 | 1.0 | .607 | 1.6 | 2.6 | 4.2  | 0.7 | 0.6 | 0.3 |    | 2.1 | 4.8  |
| 9  | Joe Bryant        | 21   | 75 |    | 16.0 | 3.1 | 7.4  | .422 | 1.2 | 2.0 | .626 | 1.3 | 2.4 | 3.7  | 0.8 | 0.6 | 0.3 |    | 2.2 | 7.4  |
| 10 | World B. Free     | 22   | 71 |    | 15.8 | 3.4 | 7.5  | .448 | 1.6 | 2.6 | .602 | 0.9 | 0.9 | 1.8  | 1.5 | 0.5 | 0.1 |    | 1.5 | 8.3  |
| 11 | Connie Norman     | 22   | 65 |    | 12.6 | 2.8 | 6.5  | .434 | 0.3 | 0.4 | .833 | 0.8 | 0.8 | 1.6  | 1.0 | 0.4 | 0.1 |    | 1.3 | 5.9  |
| 12 | Wali Jones        | 33   | 16 |    | 9.8  | 1.2 | 2.4  | .500 | 0.6 | 0.8 | .692 | 0.0 | 0.6 | 0.6  | 1.9 | 0.3 | 0.0 |    | 1.6 | 2.9  |
| 13 | Freddie Boyd      | 25   | 6  |    | 5.5  | 0.3 | 1.0  | .333 | 0.2 | 0.3 | .500 | 0.0 | 0.3 | 0.3  | 0.3 | 0.2 | 0.0 |    | 0.8 | 0.8  |
| 14 | Jerry Baskerville | 24   | 21 |    | 5.0  | 0.4 | 1.2  | .308 | 0.5 | 0.8 | .625 | 0.6 | 0.7 | 1.3  | 0.1 | 0.3 | 0.2 |    | 1.5 | 1.2  |
| 15 | Darryl Dawkins    | 19   | 37 |    | 4.5  | 1.1 | 2.2  | .500 | 0.2 | 0.6 | .333 | 0.4 | 0.9 | 1.3  | 0.1 | 0.1 | 0.2 |    | 1.1 | 2.4  |

## Galardones y récords
| Jugador         | Galardón                          |
| George McGinnis | Mejor quinteto de la NBA All-Star |
| Doug Collins    | All-Star                          |